# Cordial de Godfrey

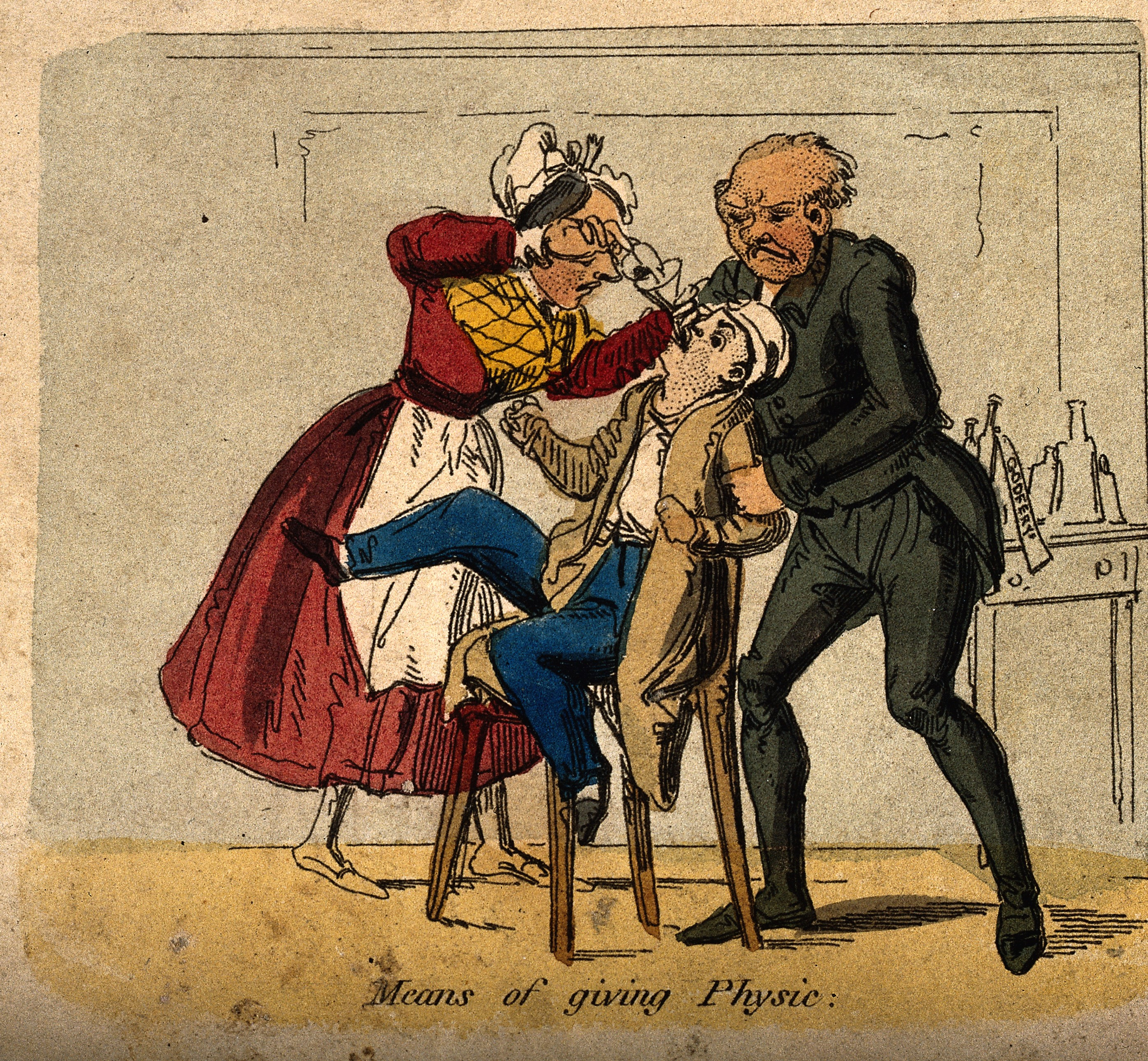
Una mujer y un médico introducen con embudo el cordial de Godfrey en un muchacho que se resiste; 1840.

El cordial de Godfrey fue un medicamento patentado que contenía láudano (tintura de opio) en un jarabe dulce y que se usaba comúnmente como sedante para calmar a bebés y niños en la Inglaterra victoriana. Utilizado principalmente por madres humildes que trabajaban en grupos de jornaleros agrícolas o en fábricas de la industria, garantizaba que ella pudiera trabajar el máximo de horas de su empleo, sin ser molestada por su bebé, y de esta manera aumentaba el ingreso familiar. También lo utilizaban enfermeras y niñeras para poder descuidar sus obligaciones si así lo deseaban. 

## Origen y composición
La fórmula original debe su nombre al boticario Thomas Godfrey de Hunsdon en Hertfordshire. Después de su muerte en 1721, sin dejar un heredero claro de su obra, otros afirmaron tener la fórmula y esta se produjo en masa en toda Inglaterra. Algunos también atribuyeron la medicina a Ambroise Hackwitz, también boticario, en la misma época, quien cambió su nombre a Godfrey y tenía negocios en Southampton Row.
Thomas Wakley analizó la fórmula en 1823 y los ingredientes, tal como los descubrió, se publicaron en The Lancet. Entre ellos se encontraban jengibre, aguardiente de vino rectificado, aceite de sasafras, láudano y melaza de Venecia. También se han sugerido otras preparaciones, especialmente a la luz del hecho de que el opio era uno de los remedios más adulterados en la Inglaterra victoriana. El cordial de Godfrey contenía aproximadamente 11⁄4 grano de opio por onza según el sistema de boticario (~0,26% en masa) y estaba fácilmente disponible sin receta en Inglaterra y América del Norte. 

## Muertes infantiles y uso

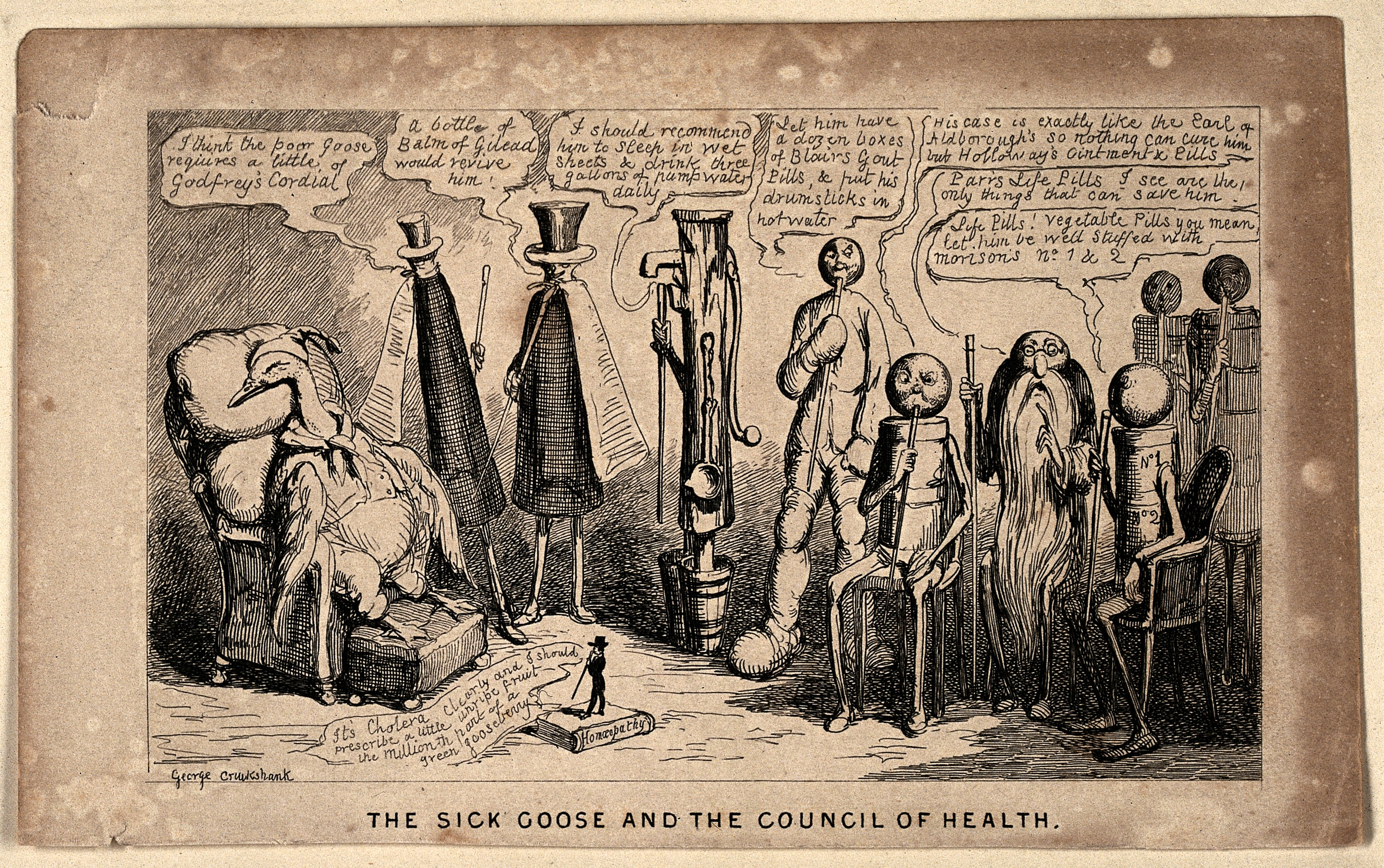
Diversos curanderos y doctores cada uno con la forma del remedio o medicina que menciona, sugieren cómo ayudar a un ganso enfermo; el cordial de Godfrey está al frente de la lista.

Desde hacía tiempo se sabía que el cordial de Godfrey causaba casos fatales debido a sobredosis.
Sin embargo, continuó fabricándose y utilizándose hasta principios del siglo XX, al menos en parte debido a la facilidad con la que podía fabricarse. Se dice que se vendió en enormes cantidades en la Inglaterra del siglo XVIII,  un período de tiempo que se ha denominado popularmente como la "edad de oro de la medicina", debido a la amplia disponibilidad y consumo de enormes cantidades de medicamentos patentados.  Su bajo costo  y la falta de conocimiento público sobre el manejo infantil aumentaron aún más su popularidad.
Aunque muchos casos de muerte infantil han sido vinculados de manera concluyente a un uso indiscriminado del medicamento por parte de madres y niñeras,   es difícil determinar las cifras exactas.  Se dice que los que sobrevivieron a menudo tenían una constitución física severamente dañada.

## Rechazo
En 1857, cuando el uso desacertado de opioides alcanzó niveles alarmantes, se presentó un proyecto de ley parlamentario que clasificaba el opio y sus derivados como venenos. Esta medida tenía como objetivo restringir severamente la venta de dichos compuestos (láudano), pero no logró aprobarse en el parlamento, después de ser objeto de una intensa presión por parte de los químicos comerciales. También fue ampliamente criticado como una solución poco práctica desde una perspectiva general.  Una versión mucho más diluida del proyecto de ley original se implementó finalmente como la Ley de Farmacia de 1868 (31 y 32 Vict. c. 121), que limitaba la venta de derivados del opio a químicos registrados y boticarios legalmente calificados.  Excusó explícitamente los medicamentos patentados (y, por lo tanto, el cordial de Godfrey) de su ámbito de aplicación. 
El uso del cordial de Godfrey disminuyó gradualmente después de 1890, ya que varios fallos judiciales sostuvieron que la ley se aplicaba igualmente a los medicamentos patentados  y la Asociación Médica Británica publicó posteriormente listas de remedios caseros seguros, en un intento de aumentar la conciencia de la salud pública, que mencionaban el calomelano y los derivados a base de azúcar como agentes sedantes sustitutos. Finalmente, la Ley de Farmacia de 1908, que la clasificó como un veneno de la Lista I,  seguida por la Ley de Drogas Peligrosas de 1920 (10 &amp; 11 Geo. 5 . c. 46) que exigía una prescripción médica,  restringió fuertemente la disponibilidad y el uso de cualquier medicamento basado en opioides.